# بو دالاس
تیلور مایکل روتاندا (به انگلیسی: Taylor Michael Rotunda) (زاده ۲۵ مه ۱۹۹۰)، که در رینگ مسابقات با نام بو دالاس یا عمو هودی (Uncle Howdy)بهتر شناخته می‌شود، یک کشتی‌گیر حرفه‌ای آمریکایی است. از زمانی که در دبلیودبلیوئی مشغول به کار شده، سه‌بار قهرمان کمربند سنگین وزن فلوریدا، یک‌بار قهرمان کمربند تگ تیم همراه با برادر بزرگترش بری وایت و یک‌بار هم قهرمان کمربند ان‌ایکس‌تی شده‌است. و او در حال حاضر رهبر گروه وایت سیکس به انگلیسی:(Wyatt Sicks) است.